# Tzart-lam Indian Reserve 5
Tzart-lam Indian Reserve 5 är ett reservat i Kanada.   Det ligger i provinsen British Columbia, i den sydvästra delen av landet, 3 600 km väster om huvudstaden Ottawa.
I omgivningarna runt Tzart-lam Indian Reserve 5 växer i huvudsak blandskog. Runt Tzart-lam Indian Reserve 5 är det ganska glesbefolkat, med 32 invånare per kvadratkilometer.